# Bobby Shane
Bobby Shane, pseudonimo di Robert Lee Schoenberger (St. Louis, Missouri, 25 agosto 1945 – Tampa, Florida, 20 febbraio 1975), è stato un wrestler statunitense, meglio conosciuto per il periodo trascorso nella NWA Florida tra la fine degli anni sessanta e l'inizio dei settanta, dove lottò anche con gli pesudonimi Bobby Schoen e The Challenger. Morì prematuramente a 29 anni nel corso di un incidente aereo.

## Carriera
Figlio dell'arbitro di St. Louis Gus Schoenberger, cominciò la carriera da lottatore nella American Wrestling Association in Minnesota. Vinse alcune cinture minori nel Mid-west e alle Hawaii. Nel 1968 si trasferì in Georgia dove acquisì una certa fama. Nel 1970, con l'identità del wrestler mascherato "The Challenger", lottando in coppia con The Professional (Doug Gilbert), conquistò l'NWA Georgia Tag Team Championship nel corso di un torneo. Più tardi quello stesso anno, sconfisse Nick Bockwinkel per il titolo NWA Georgia Television Championship.
Nel 1971 si trasferì nella Championship Wrestling from Florida dove conquistò il Florida Southern Heavyweight Championship sconfiggendo George Gaiser, e anche l'NWA Florida Television Championship per due volte nel 1972, battendo prima Bob Roop e poi Tim Woods. Nel periodo 1972-1974 vinse tre volte l'NWA Florida Tag Team Championship insieme a Chris Markoff, Bearcat Wright e Gorgeous George Jr. Ebbe quindi una rivalità con Jack Brisco. Durante il suo periodo in Florida, cominciò a farsi chiamare "King of wrestling". Nel 1974 passò alla World Championship Wrestling in Australia ed ebbe un feud con Mario Milano. Prima dell'incidente aereo consegnò la sua corona e il suo mantello a Jerry Lawler perché li usasse mentre era via. Jerry avrebbe dovuto restituirli a Bobby, questo ovviamente non accadde mai a causa del tragico evento, quindi egli li riutilizzò creando la gimmick di Jerry "The King" Lawler.

## Morte
Il 20 febbraio 1975, Shane era insieme a Gary Hart, Austin Idol e Buddy Colt (che stava pilotando l'aereo, un  Cessna 182), su un volo diretto a Tampa, Florida; quando il velivolo precipitò in mare in fase d'atterraggio, a causa della nebbia, nei pressi di Tampa Bay. Il dipartimento di polizia di Tampa recuperò l'aereo dall'acqua e rinvenne il corpo di Shane dichiarando che era morto per annegamento. Si ritiene che sia rimasto incastrato nei rottami dell'aereo per un piede e quindi sia annegato. Morì all'età di 29 anni, mentre gli altri wrestler coinvolti nell'incidente riportarono ferite di varie entità ma sopravvissero. Hart fu sbalzato dall'aereo e subì ferite gravi (fratture a un braccio, polso, ginocchia, schiena, sterno, clavicola e vertebre; fuoriuscita dell'occhio destro; naso parzialmente mozzato; commozione cerebrale). Nonostante le ferite, riuscì a localizzare Idol e a trasportarlo a nuoto fino a riva, poi tornò indietro a salvare Colt. Tuttavia, nuotando una terza volta, Hart non riuscì a trovare Shane; secondo quanto riferito, per decenni rimase tormentato dal ricordo e si chiese se avesse fatto tutto il possibile per salvarlo.

## Personaggio
Mossa finale
- Rolling reverse cradle[1]

## Titoli e riconoscimenti
- American Wrestling Association
  - AWA Midwest Heavyweight Championship (1)
  - Nebraska Heavyweight Championship (1)[8]
- Cauliflower Alley Club
  - Posthumous Award (2006)[9]
- Heart of America Sports Attractions
  - NWA United States Heavyweight Championship (Central States version) (1)[10]
  - NWA Iowa Tag Team Championship (1) - con Ron Etchison[11]
- Championship Wrestling from Florida
  - NWA Southern Heavyweight Championship (Florida version) (1)[12]
  - NWA Florida Television Championship (2)[13]
  - NWA Florida Tag Team Championship (3) - con Bearcat Wright, Chris Markoff e Gorgeous George Jr.[14]
- Georgia Championship Wrestling
  - NWA Georgia Heavyweight Championship (1)[15]
  - NWA Georgia Television Championship (1)[16]
  - City of Mobile Heavyweight Championship (1)[17]
  - NWA Georgia Tag Team Championship (2) – con Gorgeous George Jr.[18]
  - NWA Macon Tag Team Championship (1) – con Gorgeous George Jr.[19]
- Gulf Coast Championship Wrestling
  - NWA Alabama Heavyweight Championship (1)[20]
- NWA Mid-Pacific Promotions
  - NWA Hawaii Tag Team Championship (1) - con Nick Bockwinkel[21]
- Superstar Championship Wrestling
  - SCW Western States Tag Team Championship (1) – con Ricky Gibson[22]
- World Championship Wrestling
  - NWA Austra-Asian Tag Team Championship – con The Original Mr. Wrestling[23]